# Vallée des Traouïero
La vallée des Traouïero est composée de deux vallées encaissées où serpente le Kérougant et aboutissant au port de Ploumanac'h et à ses deux moulins à marée. Ce ruisseau est la limite naturelle entre Perros-Guirec et Trégastel.
Le Petit-Traouïero arrive au moulin à glace de Ploumanac'h (Milin Ru), le Grand-Traouïero au moulin à blé de Trégastel (Milin Glaz).
Ces vallées  escarpées cachent des chaos granitiques tapissés de mousses et entourés de fougères dans un sous-bois épais de chênes, châtaigniers, frênes, aulnes et noisetiers… Ce sont les anciennes influences climatiques et l'érosion qui ont donné naissance à ces grands chaos granitiques…
Au XIXe siècle, elles servirent à parquer les animaux dans des enclos en murets de pierres. C'est aussi à cette époque que les premières carrières furent ouvertes : elles existent encore à l'arrière des Traouïero.
Acquis en 1984 par le Conseil Général, elles furent déclarées inconstructibles et qualifiées d'intérêt géologique, floristique et faunistique. Le sentier y fut aménagé pour les piétons et les cavaliers. La forêt reprenant ses droits, elle est entretenue par un agent du département.